# Episodi di Cobra Kai (prima stagione)
La prima stagione della serie televisiva Cobra Kai, composta da 10 episodi, è stata interamente pubblicata sul servizio di streaming YouTube Red, in tutti i paesi in cui è disponibile, il 2 maggio 2018.
In Italia, la stagione è stata distribuita interamente in streaming in inglese sottotitolato il 18 giugno 2018 da YouTube Premium e doppiato in italiano il 28 agosto 2020 da Netflix.
| n° | Titolo originale     | Titolo italiano            | Pubblicazione USA | Pubblicazione Italia |
| -- | -------------------- | -------------------------- | ----------------- | -------------------- |
| 1  | Ace Degenerate       | Il più degenerato di tutti | 2 maggio 2018     | 28 agosto 2020       |
| 2  | Strike First         | Colpisco per primo         | 2 maggio 2018     | 28 agosto 2020       |
| 3  | Esqueleto            | Esqueleto                  | 2 maggio 2018     | 28 agosto 2020       |
| 4  | Cobra Kai Never Dies | Il Cobra Kai non muore mai | 2 maggio 2018     | 28 agosto 2020       |
| 5  | Counterbalance       | Contrappeso                | 2 maggio 2018     | 28 agosto 2020       |
| 6  | Quiver               | Covo di serpenti           | 2 maggio 2018     | 28 agosto 2020       |
| 7  | All Valley           | All Valley                 | 2 maggio 2018     | 28 agosto 2020       |
| 8  | Molting              | La muta                    | 2 maggio 2018     | 28 agosto 2020       |
| 9  | Different but Same   | Diversi ma simili          | 2 maggio 2018     | 28 agosto 2020       |
| 10 | Mercy                | Pietà                      | 2 maggio 2018     | 28 agosto 2020       |

## Il più degenerato di tutti

### Trama
Gli eventi iniziano più di 30 anni dopo la finale del torneo di karate All Valley del 1984. Johnny Lawrence è un fallito di mezza età, separato con un figlio (Robby) con cui non ha rapporti e lavora come muratore, mentre Daniel LaRusso è diventato un imprenditore nel settore dei saloni automobilistici ed è sposato con Amanda con la quale ha avuto due figli: Samantha “Sam” e Anthony. Nonostante siano passati molti anni e i due si siano completamente persi di vista, Johnny nutre ancora una certa invidia nei confronti di Daniel. 
Una sera,  dopo aver perso il lavoro in giornata per aver maltrattato una cliente, Johnny si reca in un supermarket per cenare e nota dei bulli tormentare il suo nuovo vicino di casa Miguel Diaz, un ragazzo adolescente di origine ecuadoriana. Nel momento in cui il ragazzo viene sbattuto contro la sua auto, Johnny decide di intervenire in difesa di Miguel malmenando con successo i bulli grazie alle sue abilità nel karate che sembra non aver mai perso, ma questo gli costa una notte alla centrale di polizia.
Tornato a casa, Johnny incontra prima Miguel, il quale gli chiede di insegnargli il karate in modo da potersi difendere ottenendo però un rifiuto, e poi Sid (il suo patrigno, con cui non ha mai avuto un buon rapporto), che gli consegna un assegno per fare in modo che Johnny ‘’rimetta in sesto la sua vita’’, ma quest’ultimo caccia il patrigno dicendo che non ha bisogno di nessuno.
Quella sera, dopo aver bevuto una certa quantità di alcool, Johnny decide di uscire e di recarsi all’arena dove trent’anni prima venne sconfitto in finale da Daniel. In quel momento un’auto con a bordo tre ragazze adolescenti danneggiano la sua auto a tal punto da richiedere l’intervento di un carro attrezzi che si rivelerà essere dell’azienda automobilistica di LaRusso, con sconforto di Johnny.
Il giorno dopo, recandosi al concessionario di LaRusso per ritirare la sua auto, Johnny viene riconosciuto da Daniel in persona il quale sembra contento di rivederlo dopo tanto tempo, affermando anche di essersi lasciato alle spalle gli anni passati in cui Johnny e i suoi amici lo bullizzavano dicendo che non era colpa loro, ma del dojo Cobra Kai e dell’ideologia che insegnava. Nonostante le parole e la gioia di rivedere il vecchio rivale, Daniel non perde occasione per ricordare i suoi successi sportivi e sentimentali su Johnny (il motivo dell’astio di Johnny verso Daniel era la ex ragazza del primo, Ali) davanti ai suoi dipendenti. In quel momento Johnny scopre che una delle tre ragazze che la sera prima hanno distrutto la sua auto è proprio la figlia maggiore di Daniel, Samantha.
Provando un desiderio di rivalsa, Johnny rivaluta la proposta di Miguel accettando di insegnargli il karate riaprendo il Cobra Kai, dipingendo su una parete del dojo il celebre motto che gli era stato insegnato anni prima: Colpire per primi, Colpire forte, Nessuna Pietà.

## Colpisco per primo

### Trama
Recandosi al lavoro una mattina, Daniel nota l’insegna del Cobra Kai Karate, la quale gli ricorda i momenti in cui da adolescente ha subito violenze da parte dei suoi allievi tra cui Johnny, facendogli provare sconforto e paura allo stesso tempo.
Miguel inizia gli allenamenti, mostrandosi però poco portato ai metodi ferrei del suo sensei. A scuola il ragazzo fa la conoscenza di Demetri Alexopoulos (un classico ragazzo ‘’nerd’’ poco considerato dai suoi coetanei) e di Eli Moskowitz (adolescente taciturno e insicuro di sé per via di un problema al labbro) e pare invaghirsi di Sam, la figlia di Daniel.
Daniel è preoccupato delle frequentazioni di sua figlia Sam, specialmente dopo che tornando a casa nota che la figlia ha organizzato una festa in piscina nella loro abitazione a sua insaputa. La ragazza intrattiene una profonda amicizia con Kyler Park, un ragazzo di origine coreana, uno dei bulli che hanno tormentato Miguel quella sera al supermarket.
Lo stesso viene invitato una sera a cena a casa dei LaRusso, e Daniel intuisce che Kyler abbia partecipato ad una rissa di recente notando una contusione all’occhio. Daniel capisce subito che il ragazzo è stato aggredito da Johnny, in quanto Kyler ha affermato che il suo aggressore “conosceva bene il karate’’. Daniel allora decide di recarsi personalmente al dojo chiedendo spiegazioni a Johnny di quanto accaduto, il quale risponde a Daniel dicendogli di controllare sua figlia e facendogli notare che stava solo difendendo Miguel.
Prima di andarsene via, Daniel invita Miguel a non seguire alla lettera ciò che gli viene insegnato per non fare la stessa fine del suo sensei.

## Esqueleto
Trama
Johnny si rende conto che le spese del dojo sono troppo elevate per allenare un solo allievo, quindi decide di promuovere tramite volantinaggio la sua attività, con scarso successo. Viene aiutato da Miguel, il quale cerca di coinvolgere i suoi amici Dimitri e Eli, ma questi gli rispondono di non essere interessati al karate.
Daniel è sempre preoccupato per la relazione di sua figlia con Kyler, non fidandosi del ragazzo. Nel frattempo Sam considera sempre di meno la sua amica di vecchia data Aisha, preferendo frequentare le sue nuove amiche Yasmine e Moon
È la serata di Halloween. Daniel decide di recarsi a scuola come accompagnatore per la festa di Halloween, su invito della stessa scuola, con lo scopo di tenere d’occhio la figlia. Anche Johnny si reca a scuola con lo scopo di fare pubblicità al Cobra Kai. I due si incrociano e iniziano a dibattere, in quanto Daniel è sempre convinto che riaprire il Cobra Kai e insegnare la sua filosofia non sia una buona cosa. Johnny non è d’accordo, ribattendo che lui è diverso dal suo vecchio maestro.
Durante la festa Daniel interrompe un momento di intimità tra sua figlia e Kyler, con grande disappunto di Sam. Aisha invece viene sbeffeggiata per il suo peso dalle amiche di Sam, le quali prendono in giro la ragazza pubblicamente sui social media.
Miguel, Dimitri e Eli incrociano Kyler e i suoi amici, i quali picchiano un’altra volta Miguel che non riesce a difendersi nonostante le lezioni di Johnny. Il suo maestro lo tira su di peso e lo riaccompagna a casa.

## Il Cobra Kai non muore mai
Trama
Robbie, il figlio di Johnny, compie una truffa rubando un computer portatile fingendosi dipendente di un negozio di elettronica. Uscendo dal negozio per riunirsi con i suoi due amici complici, Trey e Cruz, Robby nota uno dei volantini utilizzati dal padre per promuovere il Cobra Kai provando un certo senso di astio nei suoi confronti.
Riportando a casa Miguel dopo la serata di Halloween, Johnny riceve dei rimproveri dalla madre di Miguel, Carmen, che lo intima a stare alla larga dal figlio, al quale proibisce di prendere ancora lezioni di Karate. Affogando il tutto nell’alcol, Johnny inizia a vagare per la città finché decide di sfogare la sua frustrazione su un cartello pubblicitario del concessionaria di Daniel disegnando un pene gigante sulla sua faccia.
Sam è arrabbiata con il padre per la sua invadenza alla festa di Halloween, e rimane convinta riguardo Kyler. Tuttavia nota con disappunto che il ragazzo e i suoi amici continuano a infastidire Miguel, Dimitri e Eli, soprattutto quest’ultimo che viene preso in giro per il suo labbro. Durante una serata al cinema Kyler tenta di allungare le mani su Sam, ma la ragazza non si fa trascinare e lo abbandona da solo nella sala. Capendo che il padre avesse ragione a non fidarsi di Kyler, Samantha si riappacifica col padre.
Johnny decide di intervenire con Robby riguardo al suo bigiare di continuo, ma viene scacciato via in malo modo sia dal figlio che dalla ex compagna Shannon (la madre di Robby), rinfacciandogli il fatto di non essere mai stato presente per suo figlio e di non averlo mai considerato. Johnny si reca a chiedere scusa a Carmen, dicendole che suo figlio è l’unico che tenga veramente a lui. Così Miguel riottiene il permesso di allenarsi con il suo maestro.
Anoush e Louie, due dipendenti di Daniel, rimuovono l’atto vandalico dal cartello pubblicitario, e mostrano a Daniel ciò che hanno trovato sul posto: un volantino del Cobra Kai. Daniel capisce così che sia stato Johnny a vandalizzare il suo cartellone. 

## Contrappeso
Trama
Con il passare delle settimane Miguel prosegue gli allenamenti, migliorando sempre di più. Al dojo si presenta Aisha, chiedendo di imparare il karate. Johnny inizialmente non è d’accordo (è convinto che le donne non siano portate per la lotta), ma quando Aisha racconta del cyberbullismo che sta subendo per via dell’episodio della festa Johnny cambia idea e decide di accoglierla nel Cobra Kai, intenzionato a fare in modo che la ragazza abbia la sua rivincita morale.
Daniel incontra l’avido imprenditore immobiliare Armand, allo scopo di vendergli il locale in cui si trova il dojo Cobra Kai affinché Johnny debba chiudere l’attività. Armand rifiuta ma allo stesso tempo aumenta l’affitto a tutti i locali di quella zona in sua proprietà, provocando la gioia di Daniel che non si nega l’occasione di manifestarla personalmente davanti a Johnny. Amanda tuttavia giudica questo comportamento infantile e rinfaccia al marito che adesso ci andranno di mezzo anche gli altri imprenditori della zona, che non c’entravano nulla in questa disputa tra i due. 
Jasmine e Moon smettono di considerare Sam da un momento all’altro, e la ragazza capisce che il motivo siano alcune false voci messe in giro da Kyler su quanto sia accaduto durante la loro serata al cinema. Durante una pausa pranzo a scuola, Sam chiede spiegazioni a Kyler, il quale sbeffeggia la ragazza davanti a molti compagni. In sua difesa interviene Miguel, così Kyler e i suoi amici si preparano a prenderlo a botte, ma questa volta hanno la peggio: grazie alle sue abilità nel karate Miguel riesce a mettere ko tutti i suoi bulli davanti allo stupore di tutti i compagni e all’ammirazione di Sam. 
Johnny si complimenta col ragazzo per essere riuscito a difendersi, e gli regala il suo vecchio gi che usava da ragazzo per allenarsi. All’insaputa di Miguel e Johnny, la scena è vista da Robby, che ne rimane affranto. 
In un momento di incertezza e smarrimento, Daniel si reca sulla tomba del Maestro Miyagi, scomparso qualche anno prima. Ricordando i vecchi insegnamenti del suo maestro, Daniel decide di lasciarsi tutti i pensieri che lo turbano alle spalle riprendendo ad allenarsi nel karate nel dojo di casa sua.
Robby, poco considerato da entrambi i suoi genitori, decide di fare domanda per lavorare nel concessionario dei LaRusso, allo scopo di suscitare l’invidia del padre. Il ragazzo viene assunto, senza che nessuno sappia che è il figlio di Johnny.

## Covo di serpenti
Trama
In un flashback del 1979, un Johnny Lawrence pre-adolescente si ferma ad ammirare gli allievi del dojo Cobra Kai che si stanno allenando, rimanendone affascinato.
Nel presente molti ragazzi, tra cui Eli e Dimitri, si sono recati presso il Cobra Kai interessati al nuovo sport grazie alla rissa vinta da Miguel, che ha ottenuto popolarità grazie ad un video che è circolato in rete. Johnny umilia i nuovi allievi per via del loro aspetto fisico, che via via si riducono di numero in quanto non sopportano la sfacciataggine del loro sensei. Anche Eli e Dimitri vanno via, il primo per aver subito una “punizione” da parte di Johnny per averlo mancato di rispetto, e il secondo per essere rimasto imbarazzato dai commenti di Johnny sul suo labbro.
Sam viene continuamente esclusa da quasi tutte le persone all’interno della scuola, ma stringe amicizia con Miguel, il quale non crede alle voci che girano sul conto della ragazza. Sam ne approfitta per ringraziare Miguel per averla difesa da Kyler davanti a tutta la scuola.
Daniel è in cerca di qualcuno a cui insegnare il karate. Ricevendo un rifiuto dalla moglie e da entrambi i figli (nonostante Sam fosse stata già allenata quando era più piccola) chiede così al suo nuovo dipendente Robby, che accetta.
Il numero dei nuovi allievi del Cobra Kai si riduce sempre di più. Johnny si scusa per essere stato duro con loro, ricordandosi che anche lui da piccolo era solo e tormentato dal suo padrino. A sorpresa ricompare nel dojo Eli, con un nuovo taglio di capelli alla moicana, che sembra avere maggiore sicurezza di sè. Dopo averlo ribattezzato “Falco”, Johnny inizia gli allenamenti con la sua nuova schiera di allievi.

## All Valley
Trama
Daniel allena Robby con metodi analoghi a quelli utilizzati con lui dal Maestro Miyagi, allo scopo di fargli imparare la memoria muscolare. Robby si indigna, pensando proprio come Daniel anni prima che sia solo una scusa per farlo lavorare di più, ma si ricrede quando in una dimostrazione più pratica riesce a difendersi dalle mosse di Daniel.
Johnny è intenzionato a iscrivere il Cobra Kai al prestigioso torneo locale All Valley, ma l’iscrizione viene respinta in quanto, a completa insaputa di Johnny, il Cobra Kai è stato radiato dalla competizione.
Miguel chiede a Sam di uscire insieme; la ragazza accetta e così i due ragazzi si recano ad un luna park. Tra i due c’è una certa chimica, dovuta anche dal fatto che Sam conosca il karate. Nonostante Sam avesse detto a Miguel di voler stare da sola per un po’ dopo la storia con Kyler, i si scambiano un bacio e iniziano una relazione.
Trey e Cruz si incontrano con Robby, e gli propongono di derubare dei pezzi di auto al concessionario dei La Russo con la sua complicità. Inizialmente Robby accetta, ma quando si incontrano al concessionario cambia idea e decide di starne fuori. I due lo attaccano, ma Robby riesce a difendersi grazie agli insegnamenti di Daniel e a sventare il furto.
Johnny si reca personalmente presso il comitato organizzativo del torneo per negoziare la riammissione del Cobra Kai al torneo. Con sua sorpresa scopre che anche Daniel fa parte dello stesso comitato, il quale cerca di influenzare gli altri membri a non ascoltare le ragioni di Johnny; quest’ultimo scopre che il Cobra Kai è stato radiato per via di ciò che avvenne al torneo del 1985. Daniel intima i membri del comitato a non concedere l’ammissione, menzionando cosa fecero in passato il dojo e il suo sensei, John Kreese. Johnny ribatte, mostrando una insolita calma, affermando che John Kreese sia morto e che il “suo” Cobra Kai non incarni più quegli ideali che sta menzionando Daniel in quel momento. Alla fine il comitato permette al Cobra Kai viene permesso di partecipare, provocando la rabbia di Daniel.

## La muta
Trama
A casa dei La Russo arriva la madre di Daniel, Lucille. Alla donna viene raccontato che il vecchio bullo di suo figlio abbia riaperto il Cobra Kai, e Daniel si preoccupa di come possano diventare i suoi allievi. Sam interviene dicendo che non tutti gli allievi del Cobra Kai possano essere cattivi, ma Daniel non è d’accordo e intima la figlia a stare alla larga da loro. Così Sam capisce che il padre non vedrebbe di buon occhio la sua relazione con Miguel.
Johnny rimane sorpreso dal fatto che Miguel stia con la figlia del suo rivale, così gli racconta quale sia il motivo degli attriti tra lui e Daniel, omettendo però svariati dettagli tali da fornire a Miguel una versione poco esatta della storia (dal racconto di Johnny sembra proprio che sia stato Daniel a cominciare e che sia Johnny quello ad essere bullizzato e infastidito continuamente).
In casa La Russo c’è un clima di tensione per via di una lite tra Amanda e sua suocera. Nel frattempo Daniel ascolta per caso una telefonata tra sua figlia e un ragazzo; quando le chiede con chi stesse parlando Sam risponde che sta parlando con un amico. Miguel sente la conversazione tra la sua ragazza e il padre, e ne rimane deluso.
Johnny fa la conoscenza di Carmen e di Rosa (madre e nonna di Miguel) che ora vedono di buon occhio. Johnny scopre che la famiglia si è trasferita dall’Ecuador molti anni prima, quando Carmen decise di allontanarsi dal padre di Miguel dopo aver scoperto che fosse immischiato in affari illeciti.
Robby e Daniel continuano ad allenarsi. Dopo un allenamento Robby viene invitato a fermarsi a cena a casa dei La Russo, e qui fa la conoscenza di Sam. Miguel, spinto da Aisha e Falco, decide di recarsi personalmente dai La Russo per farne la conoscenza e per far cambiare idea al padre. Tuttavia sulla soglia dei La Russo vede la famiglia seduta a cena con un altro ragazzo che non conosce (Robby), e se na va via intristito senza che nessuno se ne accorga.
Johnny è deciso a riallacciare i rapporti con Robby. Mentre è occupato a scrivergli una lettera, viene attirato da dei forti rumori all’esterno: si tratta di Louie che, con due suoi amici motociclisti, sta colpendo ripetutamente la macchina di Johnny in modo che stia alla larga da Daniel (nonostante lui non avesse mai chiesto al cugino di intervenire, tantomeno violentemente). Johnny si riesce a difendere, ma uno dei motociclisti riesce a dare fuoco alla sua macchina. 

## Diversi ma simili
Trama
Mentre Daniel si trova in casa sua a fare colazione, nota Johnny nel suo giardino, che si è presentato per chiedere spiegazioni riguardo a quello che è successo alla sua macchina. I due stanno per venire alle mani, ma interviene Amanda che riesce a calmarli.
Amanda, scoprendo da Johnny che è stata Sam con le sue amiche a distruggere la macchina sua tempo prima, mette la figlia in punizione sequestrandole il cellulare e tutti gli altri dispositivi elettronici impedendole così di uscire di casa e di parlare con Miguel, il quale è sempre più preoccupato per il loro rapporto.
I ragazzi del Cobra Kai decidono di organizzare una festa sul fiume rubando l’idea a Jasmine, che continua a prendere in giro Aisha sui social media. Jasmine, Moon e Kyler arrivano sul posto scoprendo che ci sono gli altri ragazzi; Kyler decide di andare via notando che sul posto si trova Miguel, mentre Jasmine rimane con Moon la quale di rimanere, con riluttanza. Moon bacia Falco, mentre Jasmine se ne va via dopo che Aisha le tira su le mutande davanti a tutti.
Daniel decide controvoglia, per un’idea di Amanda, di dare a Johnny una auto usata del suo concessionario come risarcimento per la macchina distrutta. Dopo averla ritirata i due passano il pomeriggio insieme rivivendo i ricordi del passato e scoprendo molto di più l’uno dell’altro. Johnny viene a sapere che Daniel aveva rotto con Ali poco dopo la fine del liceo, e Daniel scopre che l’adolescenza di Johnny non è stata floreale come lui credeva (era inconsapevole del fatto che il suo padrino Sid gli desse continuamente fastidio).
Robby, recatosi a casa dei La Russo per allenarsi, prima di andare via riesce a far uscire Sam di casa, così i due ragazzi si recano alla festa. Arrivati alla festa Robby e Miguel si trovano per la prima volta faccia a faccia:            il primo è meravigliato dal fatto che il ragazzo di Sam sia l’allievo di suo padre; il secondo, piuttosto ubriaco, si arrabbia per il fatto che Sam non gli abbia risposto per tutto il giorno e poi si presenta alla festa con un altro ragazzo, così iniziano a litigare. Robby interviene e Miguel lo colpisce; nel farlo colpisce involontariamente anche Sam, la quale se ne va borbottando che sua padre avesse ragione sul fatto che il Cobra Kai rendesse le persone violente. 
Johnny e Daniel, essendo un po’ alticci dopo aver passato il pomeriggio a bere e parlare in un bar, optano per un incontro amichevole di karate in stile finale di Rocky III. Sul luogo sopraggiunge Robby, che fa venite fuori la verità sul suo conto agli occhi di Daniel. Johnny si arrabbia con Daniel e se ne va via sconvolto, mentre Daniel si arrabbia con il ragazzo per non avergli mai detto di essere il figlio di Johnny e lo manda via.

## Pietà
Trama
È arrivato il giorno del torneo All Valley. Anche se all’inizio erano riluttanti all’idea, Daniel e sua figlia si recano presso l’arena per vedere il torneo.
Johnny esorta i suoi allievi a non avere pietà durante il torneo. Questi riescono ad andare molto bene nonostante siano degli esordienti: Miguel e Falco arrivano in semifinale, mentre Aisha viene eliminata nel turno precedente dal campione in carica Xander Stone. La ragazza ne rimane demoralizzata, così Sam la raggiunge per confortarla e le due si chiariscono. All’insaputa di tutti, anche Robby partecipa al torneo come indipendente, raggiungendo le semifinali. 
Falco e Robby si sfidano in semifinale. Su un punteggio di parità Falco cede ad una provocazione di Robby e lo colpisce mentre è di spalle, venendo squalificato. Robby rimane ferito alla spalla, così Daniel decide di intervenire e di sostenere il suo allievo in finale. Johnny inizia a dubitare sui suoi metodi di insegnamento così ferrei, riconoscendosi troppo nel suo vecchio e spietato maestro John Kreese.
Miguel accede alle semifinali battendo Xander Stone, e successivamente incrocia Sam che lo rimprovera per come lui ha trattato Robby nonostante non lo conoscesse, ma Miguel non vuole sentire ragioni, ed è deciso a sconfiggere sonoramente Robby in finale per fargliela pagare. Sam se ne va dall’arena perdendosi l’incontro finale.
Durante la finale, Miguel sfrutta la ferita di Robby alla spalla colpendola ripetutamente e riesce a vincere il torneo. Johnny è dispiaciuto e va a consolare Robby ancor prima di complimentarsi con il suo allievo, ma Robby lo spinge via andandosene via con Daniel.
Daniel è intenzionato a prendersi la rivincita verso il Cobra Kai, e porta Robby nella vecchia casa del Maestro Miyagi, dicendogli che quello diventerà il dojo del Miyagi-Do Karate.
Johnny invece si reca nel suo dojo a rimuginare su quanto successo in giornata. A tarda sera sente entrare qualcuno all’interno, che si tratta incredibilmente del suo vecchio sensei in persona: John Kreese.
- Guest star: Martin Kove (John Kreese)